# 605
605 је била проста година.

## Догађаји
- Цар Фока признаје Агилулфа као краља Лангобарда и потписује мировни уговор. Он плаћа данак и уступа Орвијето (Средња Италија), између осталих градова. Византијска војска се повлачи са Балканског полуострва.
- Цар Фока је ухапсио Константину, супругу цара Маврикија, и њене три ћерке. Оптужује је за заверу и даје их погубити у Халкидону (Битинија).
- Краљ Етелфрит анектује суседно краљевство Дејира (Северна Енглеска). Подручје између река Фортх и Хумбер ће убудуће бити познато као Нортамбрија, најмоћније од англосаксонских краљевстава.
- Као резултат свађе између Лакхмида (Јужни Ирак) и краља Хозроја II, персијска граница са Арабијом се више не чува.
- Цар Јангди наређује да се престоница пренесе из Чангана у Луојанг. Он почиње изградњу Великог канала, који ће повезати постојеће водене путеве са новом кинеском престоницом; градиће га милион радника.
- Краљ Амшуварма постаје Личавија у Непалу. Заслужан је за отварање трговачких путева ка Тибету. Његов период владавине познат је као „Златни период“.
- Ај Не' Иохл Мат постаје владар (ајав) града Маја Паленкуе (Мексико). Током његове владавине његово краљевство је нападнуто од стране народа из Калакмула.

## Смрти
- Јован Лествичник
- Александар Тралски
- Константина (царица)
- Дамјан Александријски